# منزل وساباط مستوفي
منزل وساباط مستوفي (بالفارسية: خانه و ساباط مستوفی) هو منزل وساباط تاريخي يعود إلى عصر القاجاريون، ويقع في بشروية.